# كيس سميت
كيس سميت (بالهولندية: Kees Smit؛ مواليد 21 يناير 2006) هو لاعب كرة قدم هولندي يلعب لصالح نادي إي زد ألكمار في الدوري الهولندي الممتاز كلاعب خط وسط.

## المسيرة الكروية
من هيلو، انضم سميت إلى أكاديمية إيه زد ألكمار في سن التاسعة في عام 2015. ثم أصبح أصغر عضو في فريقهم تحت 12 سنة. بعد التقدم في صفوف AZ، وقع عقدًا احترافيًا لمدة ثلاث سنوات ونصف في يناير 2021.
في ديسمبر 2022، تم ضم سميت إلى تشكيلة الفريق الأول في رحلة تدريب منتصف الموسم إلى فالنسيا، إسبانيا. في يناير 2023، انتشر هدف سجله سميت في مباراة كرة قدم داخلية خماسية بسبب طبيعته غير العادية، حيث تغلب على حارس المرمى المندفع بتسديدة ارتدت من الحائط الجانبي. في وقت لاحق من ذلك الشهر، ظهر سميت لأول مرة كمحترف مع يونغ إيه زد ‏ في الدوري الهولندي الممتاز في مباراة على أرضه ضد هيلموند سبورت، في 23 يناير 2023.
مع فريق ألكمار تحت 19 سنة الذي يلعب في دوري الشباب الأوروبي، كان جزءًا من الفريق الذي تغلب على برشلونة وريال مدريد في جولات متتالية للوصول إلى الدور نصف النهائي في مارس 2023. سجل سميت هدفًا من مسافة بعيدة في مباراة دور الستة عشر من دوري الشباب الأوروبي ضد برشلونة والذي نال الثناء. كما لعب في نهائي دوري الشباب الأوروبي ضد هايدوك سبليت حيث فاز ألكمار 5–0.
شارك لأول مرة في الدوري الأوروبي مع نادي ألكمار في 7 نوفمبر 2024 في مباراة الفوز 3–1 على أرضه ضد فنربخشة، وسجل الهدف الثاني وحصل على تمريرة حاسمة للهدف الثالث. لعب في نهائي كأس هولندا لكرة القدم عندما خسر فريق ألكمار أمام فريق جو أهيد إيجلز بركلات الترجيح في 21 أبريل 2025. انتهت المباراة بالتعادل 1–1 في الوقت الأصلي بعد أن سجل فريق جو أهيد إيجلز هدف التعادل في الدقيقة 98.

## المسيرة الدولية
في نوفمبر 2021، لعب سميت مع منتخب هولندا لكرة القدم تحت 16 سنة ضد منتخب بلجيكا تحت 16 سنة. تم اختيار سميت منذ ذلك الحين للمنتخب الهولندي تحت 17 سنة. لعب سميت مع منتخب هولندا تحت 19 سنة خلال بطولة أوروبا تحت 19 سنة 2025 ‏ والتي فازوا بها لأول مرة، وأصبح سميت لاعب البطولة

## الإحصائيات
آخر تحديث 25 مايو 2025.
| النادي        | الموسم   | الدوري                        | الدوري | الدوري  | كأس هولندا | كأس هولندا | أوروبا | أوروبا  | أخرى   | أخرى    | المجموع | المجموع |
| النادي        | الموسم   | الدرجة                        | الظهور | الأهداف | الظهور     | الأهداف    | الظهور | الأهداف | الظهور | الأهداف | الظهور  | الأهداف |
| ------------- | -------- | ----------------------------- | ------ | ------- | ---------- | ---------- | ------ | ------- | ------ | ------- | ------- | ------- |
| جونغ إيه زد   | 2022–23  | الدوري الهولندي الدرجة الأولى | 4      | 0       | —          | —          | —      | —       | —      | —       | 4       | 0       |
| جونغ إيه زد   | 2023–24  | الدوري الهولندي الدرجة الأولى | 29     | 2       | —          | —          | —      | —       | —      | —       | 29      | 2       |
| جونغ إيه زد   | 2024–25  | الدوري الهولندي الدرجة الأولى | 13     | 8       | —          | —          | —      | —       | —      | —       | 13      | 8       |
| جونغ إيه زد   | المجموع  | المجموع                       | 46     | 10      | —          | —          | —      | —       | —      | —       | 46      | 10      |
| إيه زد ألكمار | 2024–25  | الدوري الهولندي الممتاز       | 21     | 0       | 3          | 0          | 7      | 1       | 0      | 0       | 31      | 1       |
| الإجمالي      | الإجمالي | الإجمالي                      | 67     | 10      | 3          | 0          | 7      | 1       | 0      | 0       | 77      | 11      |

1. ↑  المباريا في الدوري الأوروبي

## الإنجازات
هولندا تحت 19 سنة
- بطولة أمم أوروبا تحت 19 سنة: 2025[23]

الفردية
- هداف بطولة أوروبا تحت 19 سنة : 2025[24]
- أفضل لاعب في بطولة أوروبا تحت 19 سنة: 2025[25]

## وصلات خارجية
لا توجد روابط لمواقع التواصل الاجتماعي.

- Kees Smit على موقع قاعدة بيانات كرة القدم.إي يو (الإنجليزية)
- Kees Smit على موقع Soccerbase.com (لاعب) (الإنجليزية)
- Kees Smit على موقع Soccerway.com (الإنجليزية)